# Belle-Alliance
La Belle-Alliance est un lieu-dit marquant du site sur lequel s’est déroulée la bataille de Waterloo, situé sur le territoire de Lasne (Plancenoit).
En Allemagne, et tout particulièrement en Prusse, cette bataille est connue comme « Belle-Alliance Sieg », la victoire de Belle-Alliance. L’une des principales places du vieux Berlin portait le nom de « Belle-Alliance Platz » en souvenir de la bataille. Depuis 1947, cette place s’appelle Mehring Platz. Les Berlinois parlent toujours de la Belle-Alliance Platz. 
La Belle-Alliance était au centre du dispositif français le matin du 18 juin 1815. Les Prussiens observèrent la coïncidence extraordinaire qu’il y avait entre ce lieu-dit et la situation politique et militaire qui avait mis bas l’Empire napoléonien. Ainsi, à l’instar de Blücher lui-même, prirent-ils l’habitude de désigner la bataille sous le nom de « Belle-Alliance ».

## Historique
Il semble que le bâtiment ait été construit en 1765 par un certain Monnoie, originaire d’Arquennes, sur une hauteur déserte appelée Trimotia. Servit-il réellement de ferme ? On peut en douter. L’absence de grange en 1815 est un indice. Peut-être Monnoie y rangea-t-il du matériel agricole mais il est certain qu’aucune terre agricole ne fut jamais attachée au bâtiment. En revanche, dans les environs immédiats, on exploitait au début du XIXe siècle une saline. La situation en haut d’une côte de ce bâtiment à étage unique le long de la route en faisait un endroit idéal pour permettre de souffler aux lourds attelages transportant le charbon de Charleroi vers Bruxelles et le pavé de Waterloo vers le sud. Malgré, ou à cause, de la rareté de l’eau à cet endroit, on pouvait y désaltérer les chevaux… et les conducteurs. C’est donc tout naturellement qu’en 1815, la Belle-Alliance se trouvait être un cabaret, appartenant à un brasseur de Plancenoit nommé Nicolas-Antoine Delpierre, mais exploité par Jean-Joseph Dedave.

Façade ouest de la Belle-Alliance le long de la N5
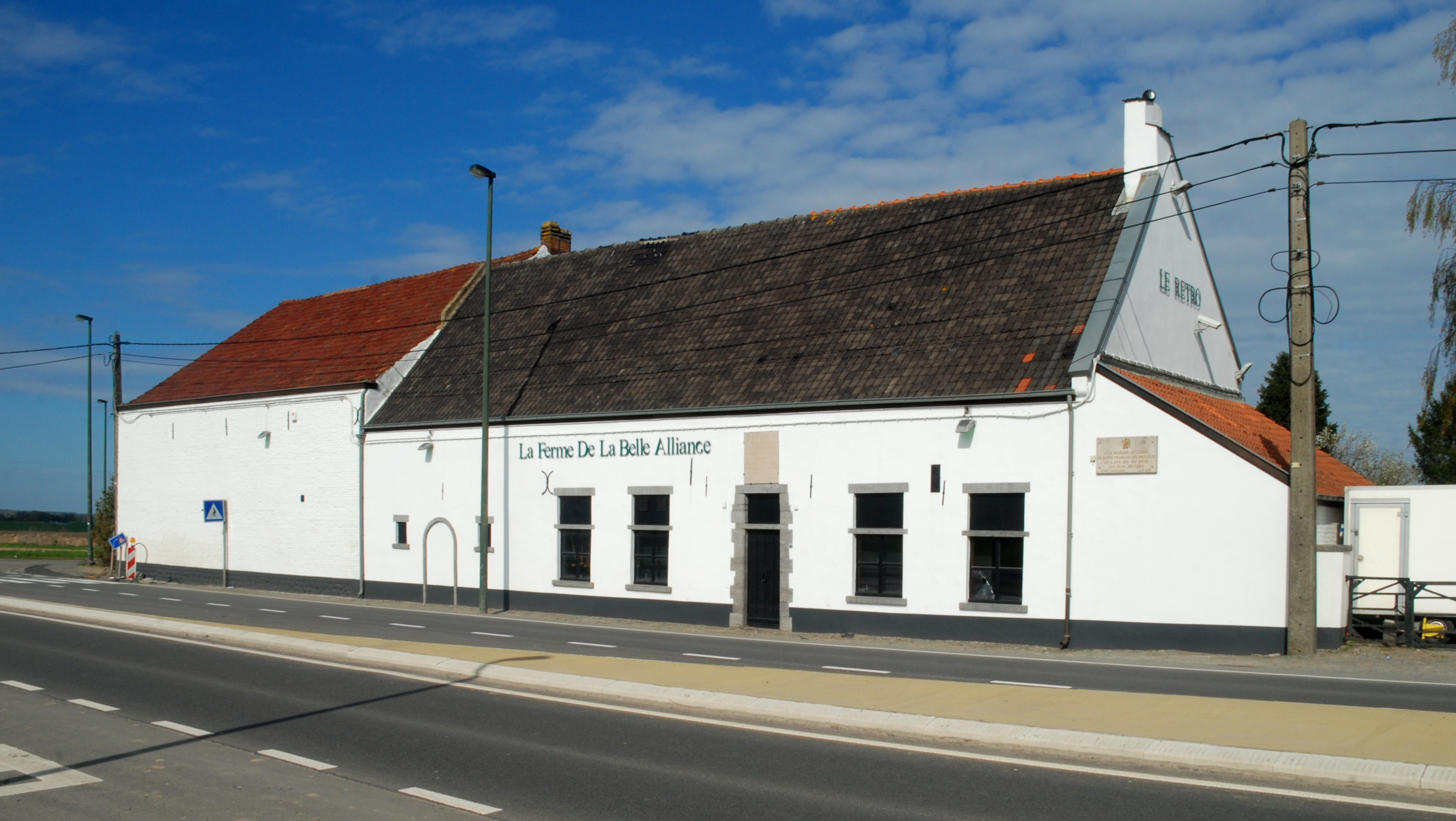
Vue générale.
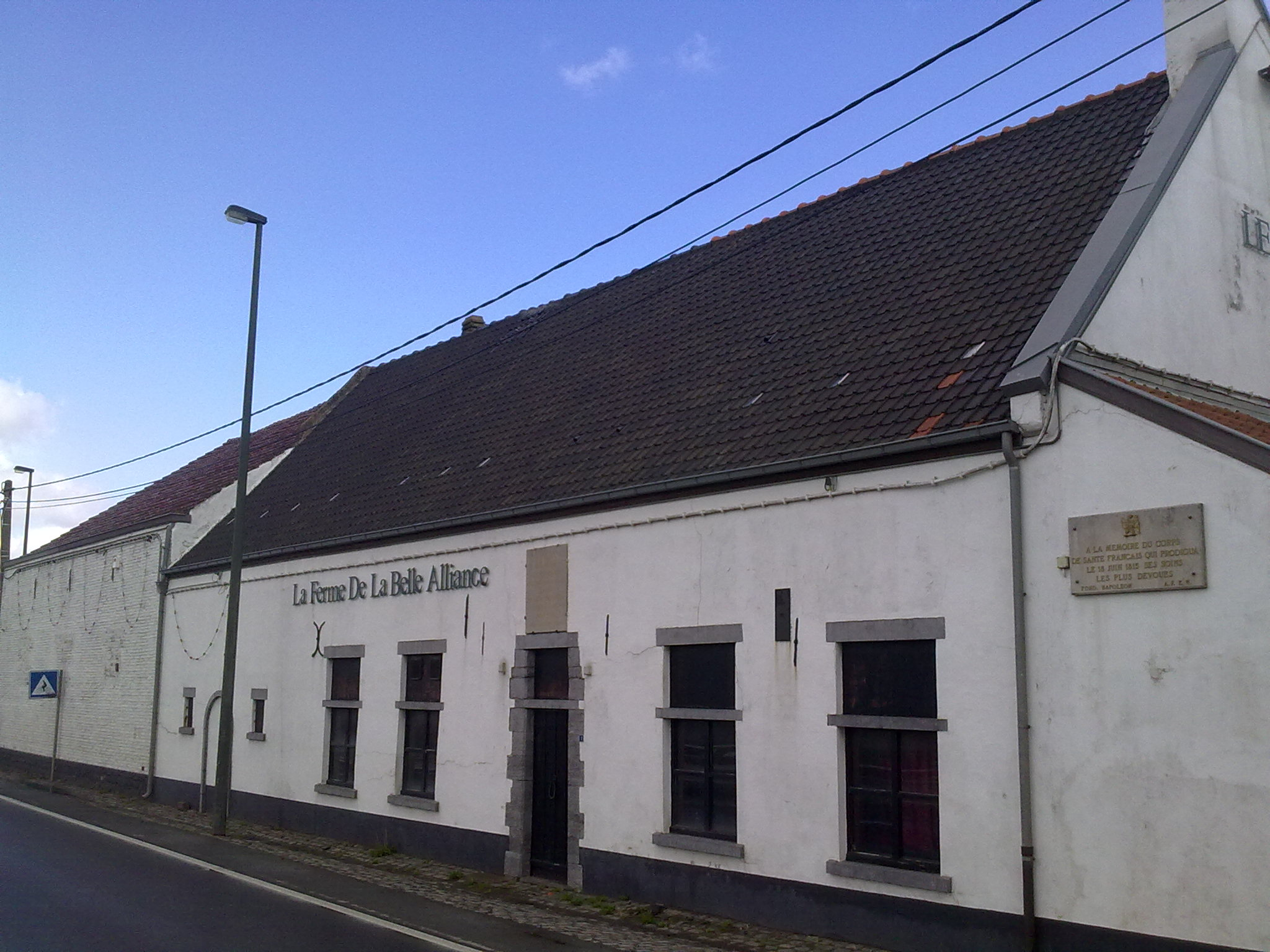
Le logis de la ferme.

## Toponymie
D’après ce que rapporte Jacques Logie, il semblerait que Joseph Monnoie, qui construisit la Belle-Alliance, ait épousé en 1764 une certaine Barbe-Marie Tordeur et qu’il mourut un an après. La veuve se serait remariée une première fois avec un fermier de Plancenoit, Jacques Dedave, qui mourut en 1770, puis elle convola une troisième fois avec un certain Jean-Jacques Delbauche avant de mourir elle-même en 1777. C’est ce dernier qui aurait été son valet de ferme et qui aurait suscité la verve des villageois de Plancenoit. 
Une autre tradition, rapportée par Henry Houssaye, dit que : « Le nom de Belle-Alliance avait été donné ironiquement à cette chaumière en souvenir d’un mariage du premier propriétaire, qui était vieux et laid, avec une jolie paysanne ». Cette explication n’est pas absolument contradictoire avec la précédente.
En tout cas, la carte de Ferraris, levée entre 1771 et 1777, fait mention de la Belle-Alliance.

### Une autre légende de Waterloo
Le cabaret de la Belle-Alliance ne joua aucun rôle dans la bataille et subit peu de dégâts. Il ne fut jamais mis en défense ; il ne fut jamais l’objet d’un quelconque combat. Il ne doit sa célébrité qu’au fait que, bien visible de partout, il marque le centre de la position de l’armée française au début de la bataille. Seule une annexe subit quelques dégâts, d’ailleurs peu importants. Certains[Qui ?] pensent que le service de santé français installa un poste de secours avancé dans un des bâtiments de la Belle-Alliance mais la grange qui jouxte maintenant la petite maison au sud n'existait pas en 1815 et l'exiguïté des lieux semble devoir écarter cette idée. Néanmoins, sur la petite annexe à droite du bâtiment principal, on peut voir une plaque : « A LA MÉMOIRE DU/CORPS DE SANTÉ FRANÇAIS / QUI PRODIGUA / LE 18 JUIN 1815 / SES SOINS LES PLUS DÉVOUÉS / FOND. NAPOLEON / A.F.E.W. ». 
Par ailleurs, il semble bien que, à un moment où l’autre de la journée, Napoléon se soit porté sur la petite hauteur qui domine le chemin qui s’embranche à la Belle-Alliance pour rejoindre Plancenoit, afin d’observer le cours de la bataille. 

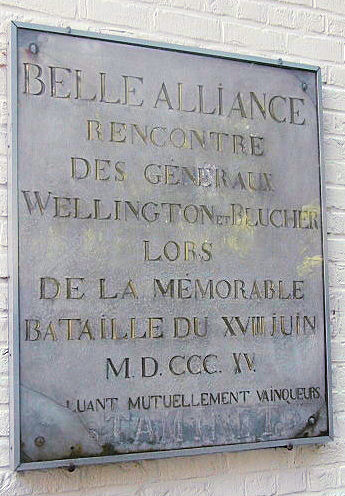
L'ancienne plaque commémorative de la Belle-Alliance (aujourd'hui au Caillou)

Néanmoins, ce bâtiment sans aucune importance acquit une célébrité universelle : c’est à cet endroit que Blücher et Wellington se rencontrèrent au soir de la bataille. C’est du moins ce que racontent les auteurs[Lesquels ?] et ce que semble confirmer la plaque en marbre blanc que l’on apposa au-dessus de la porte du cabaret : « BELLE-ALLIANCE / RENCONTRE / DES GENERAUX / WELLINGTON ET BLÜCHER / LORS / DE LA MEMORABLE / BATAILLE DU XVIII JUIN / MDCCCXV / SE SALUANT MUTUELLEMENT VAINQUEURS ». Cette plaque, usée par le temps, a été remplacée et se trouve actuellement au Musée du Caillou. 
Les auteurs[Lesquels ?] ne s’accordent pas sur l’endroit exact où se rencontrèrent réellement Wellington et Blücher au soir du 18 juin, mais la plupart d’entre eux semblent penser que cette rencontre eut lieu à la Belle-Alliance. Ils interprètent ainsi le récit du sergent Cotton :

« Le duc… resta quelque temps avec ses troupes avancées sur la droite de Rossomme, à converser avec le général Vivian, le colonel Colborne et d’autres ; après quoi, ayant promis d’envoyer les provisions, Sa Grâce fit faire demi-tour à son cheval et s’en alla. En retournant à son aise vers Waterloo, vers dix heures, il aperçut un peu avant d’arriver à la Belle Alliance à l’aide d’une lune un peu obscure, un groupe d’officiers montés qui, venant du côté de Frischermont, se dirigeait vers la grand’route de Genappe ; le duc se détourna pour les rejoindre, il se trouva que c’étaient Blücher et son état-major ; ils se complimentèrent mutuellement de la façon la plus cordiale, du glorieux résultat de la lutte, dans laquelle ils avaient été engagés. L’entretien avait duré environ dix minutes, lorsque le vétéran Blücher, après avoir promis de ne pas laisser à son ennemi invétéré le temps de se rallier de ce côté-ci de ses frontières, échangea une poignée de main avec Sa Grâce et partit pour Genappe, ayant envoyé au général Gneisenau, qui commandait l’avant-garde, l’ordre de presser et de harceler l’ennemi, et ne pas laisser l’herbe croître sous ses pieds, ni de lui permettre même de reprendre haleine. »

Il n’est donc pas question de la Belle-Alliance. D’après le chef d’état-major du prince d’Orange[Lequel ?], le général de Constant-Rebecque, qui accompagnait Wellington, la rencontre avec Blücher eut lieu non loin du Caillou.
Le plus surprenant de ces témoins reste le duc de Wellington lui-même. Nous trouvons en effet dans les Supplemetary Despatches, une lettre de Wellington, datée du 8 juin 1816 et adressée à un certain W. Mudford, Esq., lequel sollicitait avec insistance l’autorisation de lui dédier un ouvrage consacré à la bataille de Waterloo[réf. nécessaire]. 
Mudford avait écrit le 13 avril et Wellington lui avait répondu le 2 mai qu’il ne voulait pas qu’on lui dédicace un quelconque ouvrage s’il n’en avait pas préalablement pris connaissance. Le duc précisait qu’il était particulièrement sensible aux récits concernant la bataille de Waterloo. Il constatait – en 1816 ! – que l’on avait plus écrit au sujet de cette bataille que sur n’importe quel événement et que, le plus souvent, ces écrits étaient décevants : « Ceux qui ont écrit à ce sujet ont estimé qu’ils possédaient toutes les informations voulues dès qu’ils avaient eu une conversation avec un paysan de l’endroit ou avec un officier ou un soldat engagé dans la bataille. De tels comptes-rendus ne peuvent être véridiques… »[réf. nécessaire] Et le duc concluait en mettant son correspondant en garde contre ces auteurs lorsqu’il rédigerait son ouvrage. W. Mudford répondit en insistant et demanda au duc où il pourrait trouver des informations dignes de foi. Le 8 juin 1816, le duc reprenait la plume et répétait les raisons qui l’incitaient à être méfiant à l’égard des ouvrages qu’on voulait lui dédicacer et il poursuivait : « En réponse à votre demande je ne peux que vous renvoyer à mes propres dépêches publiées dans la London Gazette. Le compte-rendu du général Alava est plus proche de la réalité que n’importe quel autre rapport officiel publié mais il contient certaines affirmations qui ne sont pas exactement correctes. On ne peut faire confiance à aucun des autres rapports que j’aie eus sous les yeux. On peut attribuer à certains d’entre eux l’origine des contrevérités qui circulent par le moyen de publications non officielles dont la presse a regorgé… ».
Le duc continue en citant un exemple : « Parmi ces contrevérités, il en est un exemple très remarquable : l’histoire d’une rencontre entre le maréchal Blücher et moi à la Belle Alliance ; et certains ont même été jusqu’à prétendre avoir vu la chaise sur laquelle je me serais assis dans cette ferme. Il se fait que cette rencontre a eu lieu après dix heures du soir dans le village de Genappe  ; et quiconque voudra décrire avec vérité les opérations des différentes armées verra qu’il ne pouvait pas en être autrement ».  

## Haut-lieu touristique

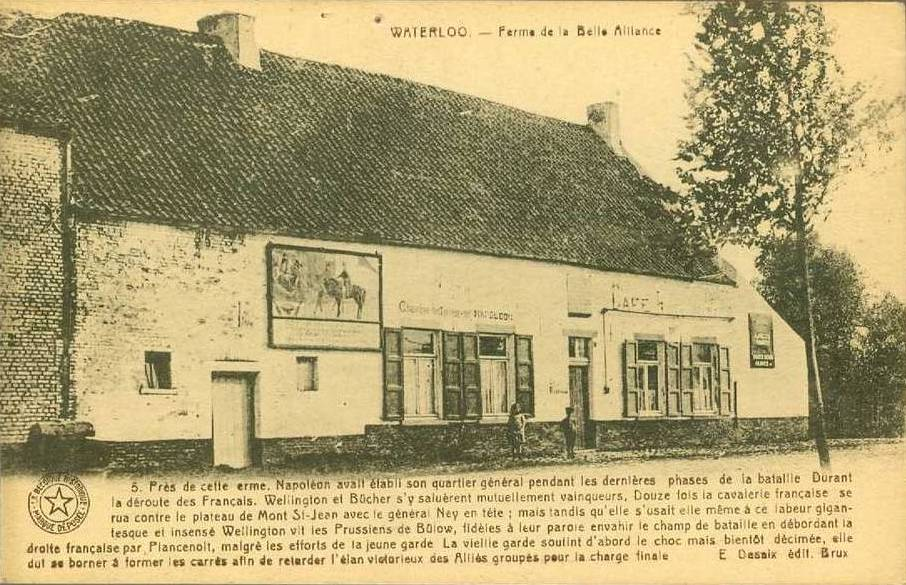
Ferme de Belle Alliance, auberge touristique au début XXe siècle

Avant l’érection de la butte du Lion, entamée en 1824, le lieu de rendez-vous des touristes désireux de visiter le champ de bataille était précisément le cabaret de la Belle-Alliance. C’est ainsi que l’on vit se succéder à cet endroit la moitié des têtes couronnées d’Europe : Frédéric-Guillaume III de Prusse, le roi Guillaume des Pays-Bas (en juillet 1815), le tsar Alexandre (en octobre 1815), le roi George IV d’Angleterre, guidé par Wellington lui-même, en 1821, sans compter les souverains et princes de moins hauts parages. À cette époque, le cabaret était donc mieux exploité qu’il ne l’avait jamais été. On raconte[Qui ?] que le cabaretier montrait le clou où Napoléon avait accroché son chapeau durant la journée du 18 juin. Le touriste cherchait à acheter le fameux clou que le cabaretier, très réticent, finissait par lui céder à prix d’or. À peine le visiteur avait-il tourné les talons qu’un autre clou venait prendre la place du précédent. Toujours est-il que, peu de temps après la bataille, le cabaret, dans l’état où il était, fut revendu pour la somme astronomique pour l’époque de 12 000 francs-or. L’érection de la butte du Lion constitua pour les exploitants de la Belle-Alliance une véritable catastrophe. Il est donc vraisemblable que la fameuse plaque, aujourd’hui au Caillou, ait été placée à cette époque, soit entre 1815 et 1824.

## La rencontre Wellington-Blücher

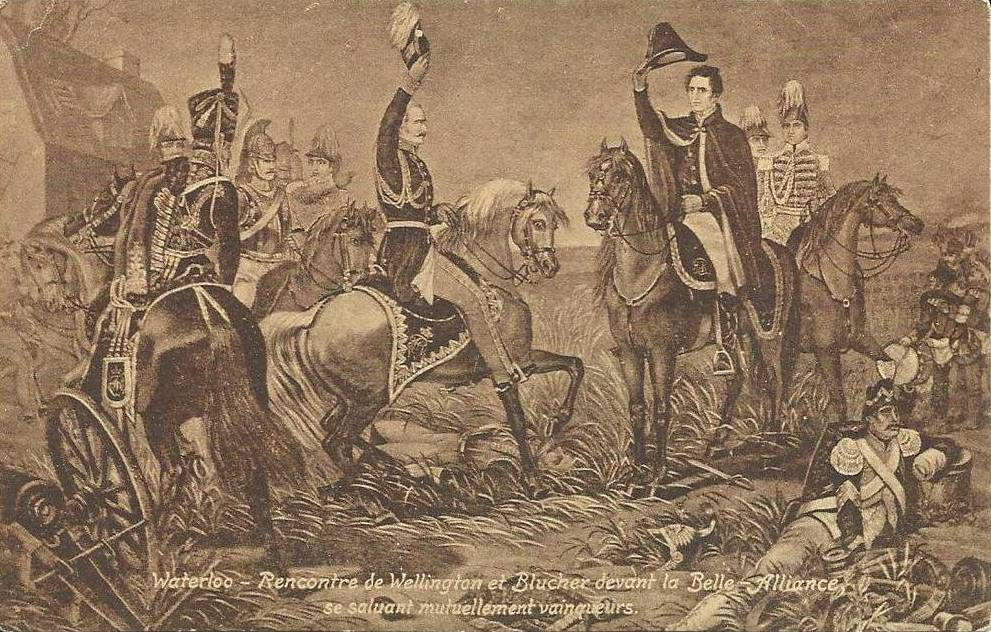
Rencontre de Blücher (à g.) et Wellington devant Belle-Alliance. Vue d'artiste.

Pour déterminer où la fameuse rencontre de Blücher et de Wellington eut lieu, il nous faudrait savoir jusqu’où les armées alliées ont poussé le soir du 18 juin 1815. Les ordres de cantonnement émis par l’état-major du duc n’ont pu l’être que quand la position des unités en pointe a été connue et avant qu’il rebrousse chemin vers Waterloo et qu’il rencontre Blücher ; cela n’est pas contesté. Il est établi que les troupes de pointe des Anglo-néerlandais n’ont pas dépassé les lieux-dits actuellement Hulencourt et Neuve-Cour, à hauteur approximative de Glabais. Il est donc vraisemblable que le duc a poussé sur la route jusqu’à la ferme du Gras-Fromage, à la borne kilométrique 24, peu avant Glabais sur la route en direction de Charleroi, d’où il avait une belle vue sur le village de Genappe. Le duc n’a nul besoin de pousser plus loin pour voir que les Prussiens de Gneisenau, qui commande l’avant-garde, sont aux prises avec les Français qui, dans leur fuite, tentent désespérément de traverser le village. D’autre part, le duc a certainement eu l’œil attiré par les lueurs des incendies qui ravagent alors le village et n’a certainement pas manqué de curiosité au point de ne pas gravir la une petite côte pour aller voir ce qui se passait.
La plupart des auteurs considèrent que Blücher a suivi les troupes de Bülow qui avaient refoulé le 6e corps de Lobau. Le trajet suivi par les Prussiens du 4e corps est assez difficile à reconstituer. 
Le rapport de Gneisenau nous apprend que : « L’ennemi (…) préserva ses lignes de retraite, jusqu’au moment où le village de Plancenoit, situé sur ses arrières et qui était défendu par la garde, fut, après plusieurs attaques sanglantes, emporté de haute lutte. Dès ce moment, la retraite tourna à la déroute qui emporta bientôt l’ensemble de l’armée française laquelle, dans une épouvantable confusion, poussait devant elle tout ce qui tentait de l’arrêter. Cette déroute prit bientôt l’apparence de la fuite d’une armée de barbares. Il était neuf heures et demie. Le Feld-Maréchal réunit tous les officiers supérieurs et donna l’ordre que le dernier cheval et le dernier homme soient envoyés à la poursuite de l’ennemi ». Il apparaît donc que Blücher donna les ordres de poursuite avant de rencontrer Wellington. Gneisenau affirme que ces ordres furent donnés après la prise de Plancenoit, c’est-à-dire après 21 h 30. Il est dès lors exclu que vers 21 h 00 ou 21 h 15, Blücher et Wellington aient pu se rencontrer.
Cela dit, une fois ces ordres donnés, vers où se dirige Blücher ? Puisque l’armée française fuit vers le sud, que l’armée prussienne la talonne, Blücher ne peut pas prendre vers le nord-ouest où se trouve la Belle-Alliance et tourner ainsi le dos à ses troupes en marche, mais obligatoirement vers le sud-ouest, en direction générale de Genappe. Où va-t-il rejoindre la route de Genappe ? Presque à coup sûr entre la Maison du Roi et le Caillou. En effet, s’il avait infléchi sa route plus au sud, il aurait eu à franchir le fossé au fond duquel coule la Lasne, qui à cet endroit s’appelle le ruisseau des Brous, et à traverser le bois qui entoure la ferme de Chantelet, ce qui est inutile et difficilement praticable. C’est alors qu’il se trouve sur le chemin entre Plancenoit et Maison du Roi que les membres de l’état-major britannique qui sont à hauteur du Caillou et qui reviennent vers Waterloo, l’aperçoivent et vont à sa rencontre. C’est exactement ce que raconte le général de Constant-Rebecque.
Quelle heure est-il au moment où Blücher et Wellington se rencontrent ? La vraisemblance et un calcul des distances parcourues par le duc de Wellington et par le prince de Blücher permettent de fixer cette heure aux environs de 22 h 30. C’est exactement ce que le duc nous dit quand il situe ce moment « après dix heures ». Résumons-nous en une phrase : Blücher et Wellington se sont rencontrés entre le Caillou et la Maison du Roi, plutôt un peu à l’est de la route que sur la route elle-même, entre 22 h 30  et 22 h 45.